# Hemigrammus
Pour les articles homonymes, voir Nez rouge.
Genre
Le genre Hemigrammus surnommé le Nez Rouge (nom vernaculaire) regroupe plusieurs espèces de poissons américains de la famille des Characidés.

## Liste des espèces
- Hemigrammus aereus Géry, 1959
- Hemigrammus analis Durbin, 1909
- Hemigrammus barrigonae Eigenmann et Henn, 1914
- Hemigrammus bellottii (Steindachner, 1882)
- Hemigrammus bleheri Géry and Mahnert, 1986
- Hemigrammus boesemani Géry, 1959
- Hemigrammus brevis Ellis, 1911
- Hemigrammus cayennensis Géry, 1959
- Hemigrammus coeruleus Durbin in Eigenmann, 1908
- Hemigrammus cupreus Durbin in Eigenmann, 1918
- Hemigrammus cylindricus Durbin, 1909
- Hemigrammus elegans (Steindachner, 1882)
- Hemigrammus erythrozonus Durbin, 1909
- Hemigrammus falsus Meinken, 1958
- Hemigrammus gracilis (Lütken, 1875)
- Hemigrammus guyanensis Géry, 1959
- Hemigrammus haraldi Géry, 1961
- Hemigrammus hyanuary Durbin in Eigenmann, 1918
- Hemigrammus iota Durbin, 1909
- Hemigrammus levis Durbin in Eigenmann, 1908
- Hemigrammus luelingi Géry, 1964
- Hemigrammus lunatus Durbin in Eigenmann, 1918
- Hemigrammus mahnerti Uj and Géry, 1989
- Hemigrammus marginatus Ellis, 1911
- Hemigrammus matai Eigenmann, 1918
- Hemigrammus maxillaris (Fowler, 1932)
- Hemigrammus megaceps Fowler, 1945
- Hemigrammus melanochrous Fowler, 1913
- Hemigrammus micropterus Meek in Eigenmann et Ogle, 1907
- Hemigrammus microstomus Durbin in Eigenmann, 1918
- Hemigrammus mimus Böhlke, 1955
- Hemigrammus neptunus Zarske et Géry, 2002
- Hemigrammus newboldi (Fernández-Yépez, 1949)
- Hemigrammus ocellifer (Steindachner, 1882)
- Hemigrammus orthus Durbin, 1909
- Hemigrammus pretoensis Géry, 1965
- Hemigrammus pulcher Ladiges, 1938
- Hemigrammus rhodostomus Ahl, 1924
- Hemigrammus rodwayi Durbin, 1909
- Hemigrammus schmardae (Steindachner, 1882)
- Hemigrammus stictus (Durbin, 1909)
- Hemigrammus tridens Eigenmann in Eigenmann et Ogle, 1907
- Hemigrammus ulreyi (Boulenger, 1895)
- Hemigrammus unilineatus (Gill, 1858)
- Hemigrammus vorderwinkleri Géry, 1963